# Rigaudon

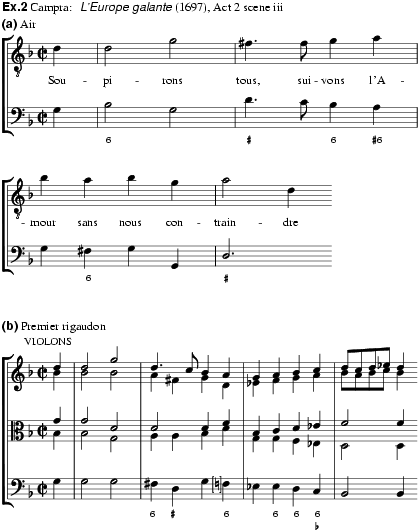
André Campra: Rigaudon aus L’Europe galante (1697), Akt 2,3

Der oder das Rigaudon (seltener auch: Rigodon; in Deutschland auch: Rigadon oder Riguadon; englisch: Rigadoon oder Riggadoon) ist ein altfranzösischer Hof- und Gesellschaftstanz, der Ende des 17. Jahrhunderts aus Volkstänzen der Provence und des Languedoc hervorging, und auch Eingang in Ballett, Oper und instrumentale Suite fand.

## Geschichte

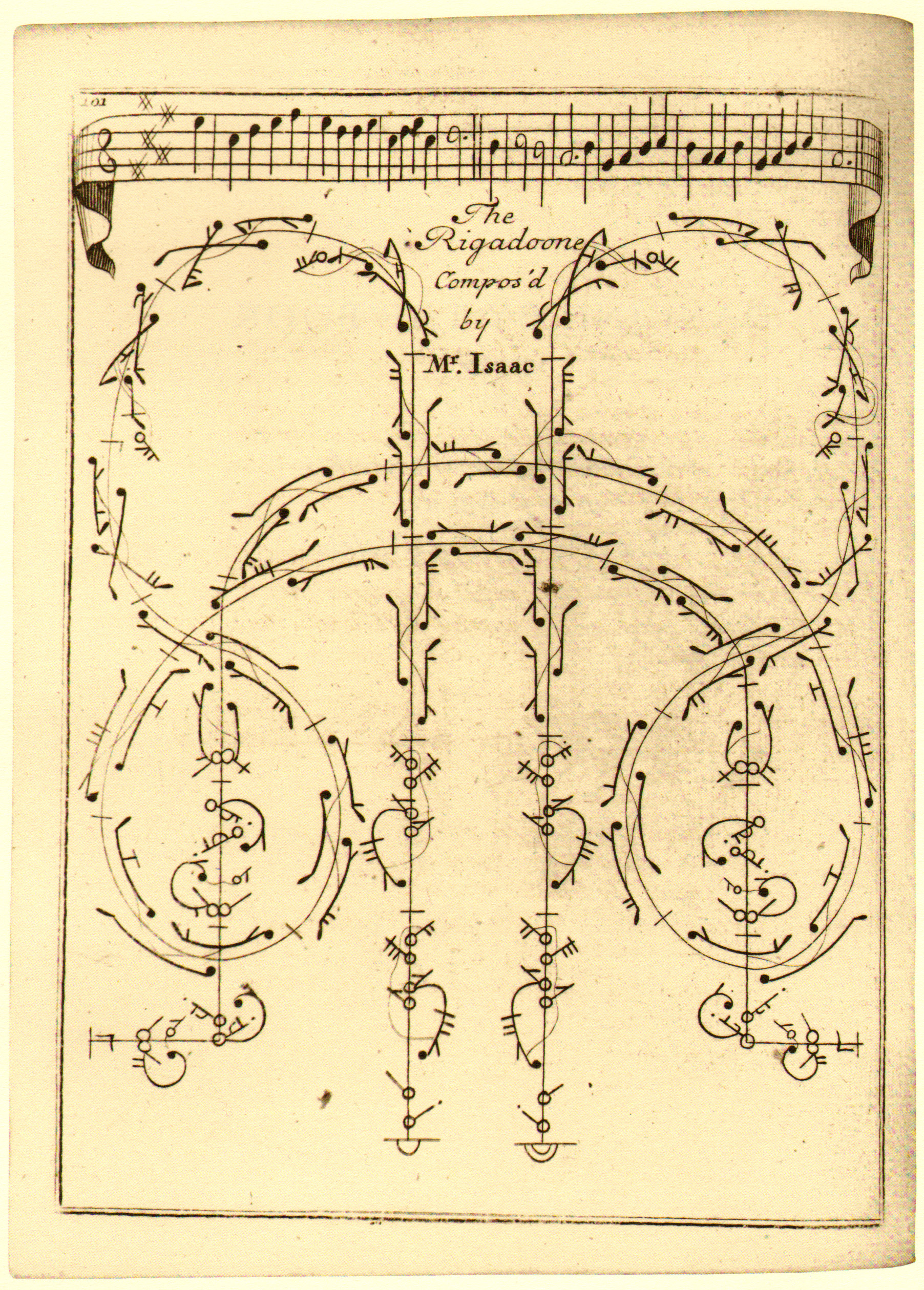
Tanz-Choreographie eines Rigaudon von Mr. Isaac, in Feuillet-Notation. In: John Weaver: Orchesography or the Art of Dancing … an Exact and Just Translation from the French of Monsieur Feuillet. London 1721.

Obwohl die Herkunft des Wortes nicht genau geklärt ist, wird ein Zusammenhang mit französisch rigoler - scherzen, Spaß machen, sich amüsieren vermutet. Auch eine Herkunft von lateinisch „gaudium“ - Freude, Vergnügen ist möglich (das steckt auch in dem bayerischen Wort „eine Gaudi“). Diese Herleitungen hängen einerseits miteinander zusammen und entsprechen andererseits auch dem fröhlichen, lebhaften Charakter des Tanzes. Rousseau berichtet (vom Hörensagen) in seinem Dictionnaire de la Musique 1768, der Tanz sei möglicherweise nach seinem Erfinder benannt, einem Herrn namens Rigaud.
Der Rigaudon als kultivierter Hoftanz kam in der zweiten Hälfte des 18. Jahrhunderts nach und nach aus der Mode, war aber im Süden Frankreichs als fröhlicher Volkstanz noch vom Ende des 18. Jahrhunderts bis zum Ersten Weltkrieg höchst beliebt. Er galt während dieser Zeit als typischer Tanz der Dauphiné.
Nach einer Phase des Niedergangs findet seit ca. 1968 eine Wiederbelebung statt, und im 21. Jahrhundert werden volkstümliche Rigaudons wieder gepflegt, die nicht selten anspruchsvoll und sportlich für die Tänzer sind. Außerhalb Frankreichs hat sich der volkstümliche französische Rigaudon nach Kanada verbreitet, in der Region von Québec. Auf den Philippinen gibt es einen populären Gesellschaftstanz namens Rigodon de Honor, der jedoch langsamer ist als die französischen Tänze.

## Beschreibung
Der Rigaudon ist ein Reihen- und Paartanz im sehr lebhaften 2/2- oder Alla-breve-Takt (auch 2/4 oder 4/4) mit einer vorherrschenden regelmäßigen und hüpfenden Viertel- und Achtelbewegung, und mit einem Auftakt von einem Viertel. Enge Beziehungen bestehen (wie schon Johann Mattheson 1739 feststellte) vor allem zur Bourrée, und auch zur allerdings viel edleren Gavotte.
Im Vergleich zur Bourrée folgen dem Viertel-Auftakt bei vielen Rigaudons typischerweise zwei oder drei Schläge von Halbenoten, erst danach beginnt die eigentliche Bewegung, z. B. beim Rigaudon aus André Campras L’Europe galante (1697). Ähnliche zwei bis drei Halbenoten-Schläge können auch im weiteren Verlauf eines Stückes auftreten, auch gegen Ende, oft im vorletzten Takt einer Phrase (z. B. bei Johann Caspar Ferdinand Fischer). In manchen Fällen finden sie überhaupt an anderen und unauffälligeren Stellen statt, beispielsweise erscheinen sie in einem berühmten Riggadoon in C von Henry Purcell anfangs nur im Bass, im zweiten Teil dann zweimal gegen Phrasenende. Händel verschob die Halben im Rigaudon I seiner Wassermusik auf den zweiten Takt, aber der dazugehörige Rigaudon II hat sie an der üblichen Stelle am Beginn, im ersten Takt. Im 18. Jahrhundert schrieben französische Komponisten wie François Couperin oder Jean-Philippe Rameau auch Rigaudons, bei denen die typischen Merkmale der Halben-Schläge völlig wegfallen (z. B. in Rameaus Dardanus 1739). Solche Stücke scheinen eher von französischer Volksmusik inspiriert, sie sind musikalisch meist einfach gebaut, und basieren fast ausschließlich auf regelmäßer Viertel- (oder Achtel-)Bewegung.
Die Koppelung von Rigaudon I und II ist recht häufig; dabei sind die typischen Merkmale beim Rigaudon II manchmal weniger ausgeprägt, und er fungiert eher als kontrastierendes Trio, z. B. in J. C. F. Fischers Cembalo-Suiten Terpsichore und Uranie (Musicalischer Parnassus 1738).
Nach dem Rigaudon ist auch ein hüpfender Tanzschritt benannt, der sogenannte pas de rigaudon.

### Noten
- François Couperin: Pièces de Clavecin. 4 Bände. Hrsg.: Jos. Gát et al. Schott, Mainz 1970–1971.
- Johann Caspar Ferdinand Fischer: Musikalischer Parnassus (1738 ?). In: Ernst von Werra (Hrsg.): Sämtliche Werke für Tasteninstrument. Breitkopf & Härtel, Wiesbaden (urspr. 1901).
- Henry Purcell: Piano Solo Complete Edition (Urtext). Hrsg.: István Máriássy: Könemann, Budapest (o. J.).
- Jean-Philippe Rameau: Pièces de Clavecin (Gesamtausgabe). Hrsg.: E. R. Jacobi. Bärenreiter, Kassel et al. 1972.

### Einspielungen
- Handel, Telemann – Watermusic, The King’s Consort, Robert King, ersch. bei: Hyperion, CDA66967 (rec. 1997) (CD).